# Intellektuell funktionsnedsättning

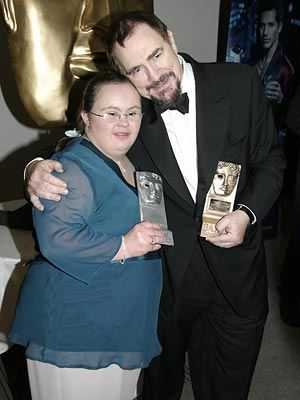
Den skotska prisbelönta film- och TV-skådespelaren Paula Sage (som har Downs syndrom) när hon mottog en BAFTA Award av Brian Cox, 2008.

Intellektuell funktionsnedsättning (IF), även kallat enligt äldre benämning för utvecklingsstörning, förr bland annat förståndshandikapp eller begåvningshandikapp, är när en människas kognition och intelligens inte utvecklas normalt, Intellektuell funktionsnedsättning kännetecknas av betydande begränsningar i både intellektuell funktion och adaptivt beteende.
Det är i huvudsak de kognitiva funktionerna som påverkas, inte de känslomässiga faktorerna, kreativiteten eller den kroppsliga utvecklingen, även om vissa intellektuella funktionsnedsättningar kan påverka andra delar av kroppen och dess utseende.
Forskning visar hur viktig en människas begåvning, framför allt den verbala förmågan, är för kapaciteten att leva ett självständigt liv. Begåvningsnivån är en skyddsfaktor och resurs vid svårigheter. Personer med intellektuell funktionsnedsättning behöver ofta få tillgång till olika typer av kognitiva hjälpmedel, till exempel välfärdsteknologiska lösningar (välfärdsteknik).
Cirka 1 procent av Sveriges befolkning har en intellektuell funktionsnedsättning. Hälften av dessa har en intellektuell funktionsnedsättning som räknas som lindrig. Antalet personer med en nedsatt intellektuell förmåga som dock inte motsvarar kraven för intellektuell funktionsnedsättning är betydligt högre. Vissa menar att det kan uppgå till 20 procent av befolkningen.
Intellektuell funktionsnedsättning hos barn upptäcks i allmänhet när man börjar undersöka varför barnet inte utvecklas psykologiskt i normal takt. Läs mer i artiklarna om neuropsykologi och utvecklingspsykologi.
Enligt WHO:s diagnosmanual ICD-10 delar man in intellektuell funktionsnedsättningar (benämnd psykisk utvecklingsstörning) i olika nivåer utifrån personens intelligenskvot (IK) och nedsatt adaptiv förmåga. Enbart låg IK räcker ej för diagnos. Graderingen benämns som lindrig (lätt), medelsvår (måttlig), svår och grav. Enligt APA:s diagnosmanual DSM-5 delar man in intellektuell funktionsnedsättningar i de fyra olika svårighetsgraderna lindrig, medelsvår, svår och mycket svår. För diagnoskriterierna enligt DSM-5, se avsnittet om kriterier.
Intellektuell funktionsnedsättning är en funktionsnedsättning och räknas varken som en sjukdom eller en psykisk störning. En intellektuell funktionsnedsättning går därmed inte att bota, men individen kan lära sig att använda beteenden som underlättar tillvaron (se habilitering).

## Terminologi
Diagnosen intellektuell funktionsnedsättning och dess olika svårighetsgrader har och har haft olika benämningar på svenska i olika sammanhang.

### Benämningar i medicinska diagnos- och klassifikationssystem
I de svenska översättningarna av de medicinska diagnos- och klassifikationssystemen ICD och DSM har olika begrepp för diagnosen och dess olika svårighetsgraderingar använts genom åren.
| Källa                                                                  | År                                    | Benämning på diagnosen                                                   | Benämning på svårighetsgrader              |
| ---------------------------------------------------------------------- | ------------------------------------- | ------------------------------------------------------------------------ | ------------------------------------------ |
| DSM-5-TR (enligt Mini-D 5 : Diagnostiska kriterier enligt DSM-5-TR)    | 2022                                  | "intellektuell utvecklingsstörning (intellektuell funktionsnedsättning)" | - lindrig - medelsvår - svår - mycket svår |
| ICD-10-SE (svensk version av ICD-10)                                   | 1992 (senast publicerad januari 2024) | "psykisk utvecklingsstörning"                                            | - lindrig - medelsvår - svår - grav        |
| DSM-5 (enligt Mini-D 5 : Diagnostiska kriterier enligt DSM-5)          | 2014                                  | "intellektuell funktionsnedsättning (psykisk utvecklingsstörning)"       | - lindrig - medelsvår - svår - mycket svår |
| DSM-IV-TR (enligt Mini-D IV : Diagnostiska kriterier enligt DSM-IV-TR) | 2002                                  | "mental retardation"                                                     | - lindrig - måttlig - svår - djupgående    |
| DSM-IV (enligt Mini-D IV : Diagnostiska kriterier enligt DSM-IV)       | 1995                                  | "mental retardation"                                                     | - lindrig - måttlig - svår - djupgående    |
| DSM-III (enligt Mini-D : Diagnostiska kriterier enligt DSM-III)        | 1984                                  | "mental retardation"                                                     | - lätt - måttlig - svår - djupgående       |

### Benämningar i svensk lagstiftning

#### Användning i svenska skollagen: intellektuell funktionsnedsättning
I och med att lagen om ändring i skollagen (2010:800) (SFS 2022:1315) trädde i kraft ersattes uttrycket utvecklingsstörning med intellektuell funktionsnedsättning i den svensk skollagen. Regeringen motiverade ändringen med att uttrycket intellektuell funktionsnedsättning var mer tidsenligt och mindre stigmatiserande, och dessutom i många sammanhang hade ersatt benämningen utvecklingsstörning.:123 Regeringen nämner också att uttrycket utvecklingsstörning är "ett oprecist uttryck som egentligen inte säger något om själva funktionsnedsättningen" och att "intellektuell funktionsnedsättning beskriver bättre vad själva funktionsnedsättningen innebär".:122

#### Användning i LSS: utvecklingsstörning
I lag (1993:387) om stöd och service till vissa funktionshindrade (LSS) används uttrycket utvecklingsstörning i 1 § där de lagens s.k. personkrets beskrivs. Det föredragande statsrådet i regeringen diskuterar närmare ordvalen i prop. 1992/93:159 s. 53–54.

## Kriterier för att fastställa intellektuell funktionsnedsättning
För bedömning av intellektuell funktionsnedsättning används olika intelligenstester. Den internationella benämningen av intellektuell funktionsnedsättning beskrivs delvis i ICD-10 och delvis i DSM-5, vilket är internationellt använda manualer för att ställa diagnoser. Enligt DSM-5 används begreppet intellektuell funktionsnedsättning. Eftersom intellektuell funktionsnedsättning förekommer i olika nivåer innebär det att problemen blir tydliga i olika skeden i utvecklingen. Ibland ser man barnets svårigheter redan under spädbarnstiden. Men det är vanligt att man successivt märker förseningen i utvecklingen. Det förekommer att ungdomar och vuxna som har svårigheter att klara studier och arbete och därav får en mycket sen diagnos. 
För att fastställa en intellektuell funktionsnedsättning utgår man enligt DSM-5 ifrån tre kriterier:
- Nedsättningar i intellektuella funktioner såsom förmåga till resonemang, problemlösning, planering, abstrakt tänkande, omdöme, akademiskt lärande, erfarenhetsbaserat lärande - vilket bekräftas av både standardiserad intelligenstestning och klinisk bedömning (oftast av en psykolog).
- Ett andra kriterium är att personen i fråga skall uppvisa brister i eller nedsättningar i adaptiva funktioner inom minst två viktiga livsområden. Det vill säga att personen skall ha svårt att hantera och anpassa sig till normala krav i sin vardag, till exempel sköta sin hygien, sköta skolgång eller ha ett fungerande socialt liv. Härvid tarvas en tämligen omfattande kartläggning, dels för att över huvud taget påvisa de adaptiva funktionsnedsättningarna och dels för att klargöra att de inte kommer sig av yttre skäl, exempelvis social misär eller isolering.
- Det tredje kriteriet är att personen ifråga uppvisar tecken på intellektuell funktionsnedsättning innan 16–20 års ålder. (I Sverige är det innan man fyllt 16 som gäller).

I tidigare versioner av DSM såsom DSM-IV lades ett större fokus på uppmätt intelligenskvot (IK) för diagnosticering och specificering av intellektuell funktionsnedsättning. I DSM-5 baseras bedömningen inte lika mycket på uppmätt IK, utan är istället en kombination av uppmätt IK och klinisk bedömning av funktionsnivå. 
I undantagsfall sker det även att personer med IK strax under 70- inom regel skulle ha varit intellektuellt funktionsnedsatta fast antas som svagt begåvade om de har godare grunder som inte förefaller för majoriteten av personer med intellektuell funktionsnedsättning.
I nu aktuella diagnosmanualer (ICD-10; DSM-5) skiljer man på lindrig intellektuell funktionsnedsättning (IK 55–70), måttlig intellektuell funktionsnedsättning (IK 35–55) och grav intellektuell funktionsnedsättning (IK <35) även om DSM-5 inte definierar dessa kategorier i termer av IK-poäng utan individens funktionsförmåga inom tre domäner: konceptuell, social och praktiska.  
Många personer med intellektuell funktionsnedsättning har även andra funktionsnedsättningar såsom rörelsehinder eller sämre syn. Hjärnskador av typen cerebral pares (CP-skada) innebär inte i sig själv intellektuell funktionsnedsättning, men många av de drabbade har även intellektuell funktionsnedsättning.

## Orsaker
Det finns många olika orsaker till intellektuella funktionsnedsättningar och i de flesta fall går det ej att finna någon orsak. En av de vanligaste påvisbara orsakerna var förr att barnet drabbats av syrebrist under graviditet eller under förlossningen. Det är med förbättrad förlossningsvård mer sällsynt idag, men i gengäld har förekomsten av hjärnskador till följd av mycket tidig födsel ökat.
En annan orsak är genetiska avvikelser vilka ibland är ärftliga. Även ämnesomsättningsrubbningar kan i specifika fall leda till intellektuell funktionsnedsättning. Detta kan ofta behandlas med en strikt diet. Missbildningar av hjärnan och skallen (mikrocefali) kan leda till att hjärnan inte utvecklas normalt och omfattande funktionsnedsättningar kan uppstå. Ovanliga progredierande (framskridande) hjärnsjukdomar kan även orsaka flerfunktionsnedsättning.

### Kromosomavvikelser
Förändringar i arvsmassan är en förutsättning för mänsklig utveckling i darwinistisk mening. Dock blir en del förändringar så omfattande att dna:t ej längre förmedlar en funktionell genetisk kod. Ibland blir det rejäla molekylära fel på dna-molekylen, såsom att en arm sticker ut eller att stora segment bytt plats. Följden av de flesta kända kromosomavvikelser varierar men har en del gemensamheter, till exempel en diffus global påverkan på hela den biologiska organismen, vilket tar sig uttryck i att bland annat förändringar i cirkulationssystemet och centrala nervssystemet är vanliga. Kromosomförändringar kan vara nedärvda och förändringens uttryck följer vanliga genetiska lagar (Mendel) men är ofta, speciellt vid mer drastiska uttrycksformer, följden av en spontan mutation. Förändringen har oftast skett i gonaden, i den första sammansmältningen eller i någon av de allra första celldelningarna.
Människans celler har normalt 46 kromosomer i 23 par. Den vanligaste kromosomavvikelsen som leder till intellektuell funktionsnedsättning är Downs syndrom (Trisomi 21). Tri står för tre och somi för kroppar, det vill säga kromosompar nr 21 har tre i stället för två kroppar (vilka vi idag känner som dna-molekyler). Denna extra molekyl kan dras med på i princip tre olika sätt och mängden påverkade celler kan variera (mosaicism). Endast en ovanlig variant är ärftlig. Personer med Downs syndrom har oftast någon form av intellektuell funktionsnedsättning.

## Historik i Sverige
Historiskt sett har personer med intellektuell funktionsnedsättning i likhet med psykiskt sjuka ofta betraktats som mindre värda än andra människor och även utsatts för vanvård och förföljelser. Först under 1900-talet började man ta hänsyn till intellektuellt funktionsnedsättas behov och erkänna deras rättigheter. Mellan 1934 och 1941 genomfördes dock i Sverige tvångssteriliseringar bland annat av personer med intellektuell funktionsnedsättning, och under sent 1940-tal och tidigt 1950-tal pågick Vipeholmsexperimenten vid Vipeholmsanstalten, där bland annat människor med intellektuell funktionsnedsättning utsattes för experiment för att undersöka om hur skadligt för tänderna det är att äta för mycket socker. I debatten om fosterdiagnostik har farhågor om liknande effekter uttalats. Under senare år har emellertid samhällets fokus förändrats från att personer med intellektuell funktionsnedsättning är mindervärda och ska gömmas undan till att alla individer ska delta i samhället på sina villkor. Personer med intellektuell funktionsnedsättning har i Sverige idag samma grundläggande rättigheter som andra medborgare, även rösträtt, och de har även rätt att få sina särskilda behov tillgodosedda. Under senare år har dock vissa kommuners indragning av den så kallade flitpengen till personer med funktionsnedsättning väckt starka känslor. Sverige gör stora insatser för personer med intellektuell funktionsnedsättning i jämförelse med andra länder. I Sverige har även personer med intellektuell funktionsnedsättning full rösträtt i samtliga val och även full rätt att kandidera till politiska poster.
Antalet elever i den anpassade grundskolan i Sverige har ökat under de senaste decennierna. Under åren 1991–2006 har antalet elever i den anpassade grundskolan i Sverige nästan fördubblats. Särskilt kraftig har ökningen varit i Malmö. Malmö har en ökning av cirka tio stycken elever i den anpassade grundskolan för varje år. Andelen elever i den anpassade grundskolan i Malmö har stigit med hundra procent de senaste tio åren.
Under 1700-talet kallades personer med intellektuell funktionsnedsättning för idioter eller imbecilla. År 1868 introducerade dock föreningen för sinnesslöa barns vård uttrycket sinnesslö som ämnade ersätta begreppet idiot. Begreppet sinnesslö byttes mot psykiskt efterbliven 1955 och 1968 ersattes det av psykisk intellektuell funktionsnedsättning. I den medicinska terminologin användes dock begreppen idiot och idioti ännu på 1960-talet.

### Lagar
När Omsorgslagen tillkom 1968 innebar detta att personer med intellektuell funktionsnedsättning för första gången fick laglig rätt till vård, boende, utbildning, sysselsättning och en i övrigt normal tillvaro. Huvudmannaskapet var statens och landstingens, men senare kommunaliserades ansvaret för de med intellektuell funktionsnedsättning. De stora vårdanstalterna avskaffades till förmån för en mer decentraliserad omsorg. Den i Sverige sedan 1994 gällande Lagen om stöd och service till vissa funktionshindrade (LSS) utvecklar dessa rättigheter. Flera andra lagar reglerar också omsorg om personer med intellektuell funktionsnedsättning, såsom Socialtjänstlagen och Lagen om bostadsanpassning. För elever med en intellektuell funktionsnedsättning finns i Sverige en särskild skolform, den anpassade grundskolan. De skolformer som finns för elevgruppen är, anpassad grundskola, anpassad gymnasieskola och Komvux som anpassad utbildning.

## Sysselsättning

### Anställning
Anställning kan leda till nya sociala kontakter, upplevelse av mening och tillhörighet, bättre ekonomi och ökad livskvalitet.[källa behövs] Den svenska statliga myndigheten SBU granskade och kommenterade år 2021 en systematisk översikt av forskningen om olika stödinsatser för att personer med intellektuella funktionsnedsättningar ska få arbete och anställning på den öppna arbetsmarknaden. Insatserna som finns är bland annat utbildning, arbetsträning, stödperson och tekniska hjälpmedel. Översiktens författare drar slutsatsen att stöd på arbetet ökar anställningen av personer med intellektuella funktionsnedsättningar på den öppna arbetsmarknaden samt att arbete i skyddad verksamhet inte ökar andelen anställda personer med intellektuella funktionsnedsättningar på den öppna arbetsmarknaden. SBU:s kommentar är dock att graderingen av bevisen är bristfällig och att det inte går att bedöma insatsernas effekt utifrån studiernas upplägg och beskrivning av insatserna. Det behövs mer forskning som undersöker effekten av insatser som kan öka anställningsgrad för personer med intellektuella funktionsnedsättningar.